# Pinakokhórion
Pinakokhórion (Pinakochori) är en ort i Grekland.   Den ligger i prefekturen Lefkas och regionen Joniska öarna, i den centrala delen av landet, 280 km väster om huvudstaden Aten. Pinakokhórion ligger 434 meter över havet och antalet invånare är 214. Den ligger på ön Lefkas.
Terrängen runt Pinakokhórion är huvudsakligen kuperad, men söderut är den bergig. Havet är nära Pinakokhórion åt nordväst.  Närmaste större samhälle är Lefkáda, 7,3 km nordost om Pinakokhórion. 